# タイ大使館焼き討ち事件
タイ大使館焼き討ち事件（タイたいしかんやきうちじけん）は、2003年に、タイ王国の女優スワナン・コンギンが「アンコール・ワットはタイのもの」とテレビ番組で発言したとの報道により発生した、カンボジア人による暴動事件。この記事では、報道から発生した一連の動きをすべて扱う。

## 発端
2003年1月18日、カンボジア紙「レスメイ・アンコール（タイ語：รัศมี อังกอร์）」が、スワナン・コンギンが「タイのものだったアンコールワットを奪ったカンボジア人は嫌い。アンコールワットはタイに返すべき」とテレビ番組で発言したと報道した。
この報道を受け、カンボジアのフン・セン首相は1月27日、スワナン出演のテレビ番組を放映禁止とし、スワナンを強く批判。このことが、一連の暴動の発端とされる。

## 経緯
批判に対し、スワナンは1月28日、「出演ビデオを見直したがそうした発言はしていない」として否定。
しかし、1月29日、プノンペンにて、発言に怒った市民約3000人がタイ大使館を包囲し、タイ国旗を焼くなど、暴動が勃発した。一部は館内に侵入し放火などの行為を行ったため騒がれた。また、この暴動においてタイ人が慕っているプミポン国王の肖像が踏みつけられている写真が流出したこともあり、今度はタイ側で抗議が発生。バンコクのカンボジア大使館に500人近いタイ人が集まり、カンボジア国旗を燃やすなどしたが、プミポン国王が「悪党の行動に反応してはならない」と発言したことで、沈静化した。
1月30日には大使館周辺の騒動は収まり始めたが、タイ王国のタクシン・シナワット首相の「1時間以内に事態を収束しなければ、自国民救助のため、特殊部隊を派遣する」との発言への反発から、再び暴動が勃発した。タイ系ホテル、商店、企業、工場など市内15か所が投石や放火などで大ダメージを受けた。この一連の暴動で、タイ人1名が死亡、約10名が負傷した。被害総額は約30億円となった。
タクシン首相はプノンペンの大使館員をすべて一時帰国させた。この日、民間人を含めカンボジア国内のタイ人約700名が軍用機にて帰国した。また、タクシン首相は、一時的にカンボジアとの国境を封鎖、タイ国際航空とドンムアン空港のプノンペン行きの便をすべてキャンセルすると発表した。
1月30日夜、フン・セン首相はプノンペンでの暴動について「過激な少数派グループが、バンコクのカンボジア大使館が破壊されたとデマを流して煽動したため」発生したと語った。後の検証で、カンボジア国内の一部マスコミがタイ人の抗議活動を襲撃と報じ、さらにタイ人の襲撃でカンボジア大使館員が殺されたと報じた放送局もあったとわかった。
1月31日、フン・セン首相は事件の関係者約150人をすでに逮捕したとし、更に加担者を厳しく罰すると発表した。また、タクシン首相へ謝罪文を送り、政府としても「深い遺憾の意」を表明した。タイへの賠償にも基本的に応じる姿勢を示し、タイとの関係改善へ乗り出した。タイのタクシン首相も「素早い対応を歓迎」とした。これにより、一連の事件は収束に向かった。

## 暴動の理由
なぜ、女優の発言一つでこのような大騒動になってしまったのかについては、いくつか指摘されている。
- アンコールワットは、カンボジア人の誇りであり、それを否定するような発言は誇りを傷つけたから。
- タイの資本がカンボジアに進出し、富めるタイとカンボジアの経済格差が広がり、カンボジア人のタイ感情が悪化したから。

他にも様々な指摘はあるが、そもそもタイ人とカンボジア人の仲があまり良くないということも原因の一つとされる。

## 女優発言の真偽
この女優の発言については、テレビで確認ができないため、誤報であったとわかっている。
この発言を報じたレスメイ・アンコール紙の編集長は「発言を聞いたという3人の女性の話を元にした」と、テレビの確認などをせずに記事を書いたことを自供した。また「内容を確認せよ、と政府に忠告するつもりで書いた」とも答えている。